# Helda Castro
Helderli Fideliz Castro de Sá Leão Alves (Itacoatiara, 18 de junho de 1968) é uma assistente social e ativista brasileira, presidente do Nação Mestiça e coordenadora da Associação dos Caboclos e Ribeirinhos da Amazônia.

## Biografia
Militante do Nação Mestiça, foi a única delegada cabocla a participar da I Conferência Nacional de Políticas de Promoção da Igualdade Racial (Brasília, 2005), dentre milhares de delegados de diversas etnias, com ênfase na etnia indígena e negra. Ainda em 2005, liderou os protestos do movimento mestiço contra a política de não-reconhecimento da identidade cabocla pela SEPPIR.
Em 2008, assinou a Carta anti-racista, juntamente com outras 112 pessoas. A carta  defendia a não-racialização do sociedade brasileira e era contrária ao sistema de cotas raciais nas universidades públicas do Brasil. Foi uma das 38 pessoas selecionadas a participar da Audiência Pública convocada pelo Supremo Tribunal Federal para debater o sistema de cotas raciais na Universidade de Brasília em 2010. Foi presidente do Conselho Municipal de Direitos Humanos de Manaus.